# USS Leyte (CV-32)
USS Leyte (CV-32) – amerykański lotniskowiec typu Essex. Jego nazwa pochodziła od bitwy morskiej o Leyte.
Stępkę okrętu położono pod nazwą „Crown Point” (CV-32) 21 lutego 1944 w stoczni Newport News Shipbuilding w Newport News, a 8 maja 1945 przemianowano go na „Leyte”. Został zwodowany 23 sierpnia 1945, matką chrzestną była pani Mead. Jednostka weszła do służby w US Navy 11 kwietnia 1946, jej pierwszym dowódcą był Capt. Henry F. MacComsey.
Okręt wziął udział w wojnie koreańskiej, podczas której z jego pokładu operował pierwszy poległy pilot-Afroamerykanin, Jesse L. Brown, zaś za probe uratowania go z narażeniem życia, Thomas J. Hudner odznaczony został Medalem Honoru. 
15 maja 1959 został wycofany ze służby, a we wrześniu 1970 sprzedany na złom.